# Старквил (Мисисипи)
Старквил (енгл. Starkville) град је у америчкој савезној држави Мисисипи.

## Демографија
По попису из 2010. године број становника је 23.888, што је 2.019 (9,2%) становника више него 2000. године.
| Група             | 2000.          | 2010.          |
| Белци             | 14.005 (64,0%) | 13.979 (58,5%) |
| Афроамериканци    | 6.565 (30,0%)  | 8.274 (34,6%)  |
| Азијати           | 821 (3,8%)     | 894 (3,7%)     |
| Хиспаноамериканци | 294 (1,3%)     | 429 (1,8%)     |
| Укупно            | 21.869         | 23.888         |